# Павленко Наталія Митрофанівна
Наталія Митрофанівна Павленко (24 березня 1951, Зарічне — 14 січня 2008) — українська художниця.

## Біографія
Народилася 24 березня 1951 року в селі Зарічному Бутурлинівського району Воронезької області. Середню школу закінчила в селищі П'євеці Магаданської області, де проживала разом з родиною. Після школи в 1969 році працювала санітаркою в селі Айон (Чукотка).
В 1970 році, вступила до Ленінградського університету на фізико-математичний факультет. Проте через два роки перервала навчання. У 1973 році вийшла заміж за художника Феодосія Гуменюка. У 1975 році народила доньку Уляну. У 1977 році родина Гуменюків була примусово вислана з Ленінграда до Дніпропетровська, де й проживала протягом 1977–1983 років. У цей час  працювала художником-оформлювачем на художньому комбінаті. Її твори — вітражі — донині присутні в інтер'єрах міста, зокрема в готелі «Дніпропетровськ». Протягом 1978–1984 років навчалася в Ленінгадському художньому інституті імені Іллі Рєпіна на мистецтвознавчому факультеті.
У 1983 році разом з родиною повернулася до Ленінграда, де працювала в середній школі. Проживаючи в Ленінграді, вона багато часу присвятила діяльності місцевого Українського Товариства. Так у Музеї етнографії народів СРСР організувала фестиваль «Писанка», де сама навчала відвідувачів мистецтву розписування писанок.
З 1993 року Наталка разом з чоловіком проживала у Києві і працювала науковцем у Музеї Івана Гончара. У її віданні була творча спадщина Івана Макаровича — скульптура, живопис, графіка.

Могила Наталі Павленко.

Останні роки тяжко хворіла. Померла 14 січня 2008 року. Похована в Києві на Байковому кладовищі (ділянка № 33).

## Виставки
- 1975 — виставка незалежних українських художників (Москва, приватна квартира);
- 1976 — виставка незалежних українських художників (Москва, приватна квартира);
- 1998 — виставка братства «Кобзар» (Музей етнографії народів СССР);
- 2009 — виставка творів (Музей Івана Гончара).

Мистецькі твори нині зберігаються у приватних колекціях Москви, Санкт-Петербурга, Києва.